# A.C. Milan w sezonie 1934/1935

Klubowe barwy Milanu

Osiągnięcia piłkarskiego zespołu A.C. Milan w sezonie 1934/1935.

## Osiągnięcia
- Serie A: 10. miejsce

## Podstawowe dane
- Oficjalna nazwa klubu: Milan Football Club
- Siedziba klubu: Via G. Negri 8
- Boisko: San Siro
- Prezes klubu: Komisarz Nadzwyczajny (Luigi Ravasco) (od lipca 1933);  Pietro Annoni (od czerwca 1935)
- Trener zespołu:  Adolfo Baloncieri
- Kapitan drużyny:  Giuseppe Bonizzoni